# Pi Aquliae
Pi Orla (π Aquliae) je dvostruka zvijezda u zviježđu Orla. Zvijezda se smjestila oko 3° sjeverno od sjajne zvijezde Altair. Prividna veličina zvijezde je 5,74 u vizualnom dijelu spektra, dovoljno da se vidi golim okom s lokacija koje nisu značajno zagađene svjetlosnim onečišćenjem. Prema mjerenjima paralakse, udaljenost zvijezde je oko 515 svjetlosnih godina, a njen stvarni sjaj je oko 108 puta veći od Sunca.
Zvijezda je dvostruka koja se sastoji od komponentni prividne veličine 6,34 i 6,75 (zajedničkog sjaja 5,74 magnituda). Sjajnija komponenta je žuta zvijezda, G8 spektralnog tipa i površinske temperature oko 5.500 K. Pratilja je spektralnog tipa A3, blijedožuta i nešto više površinske temperature (približno 9.900 K). Dvije zvijezde prividno su na nebu razmaknute 1,44 lučne sekunde na nebu, tj. oko 230 AJ u naravi.
Dvojnu narav zvijezde otkrio je William Herschel 1785. godine.